# Tsugaea nox
Tsugaea nox är en tvåvingeart som beskrevs av Hall 1939. Tsugaea nox ingår i släktet Tsugaea och familjen parasitflugor. Inga underarter finns listade i Catalogue of Life.